# Costa dos Piratas

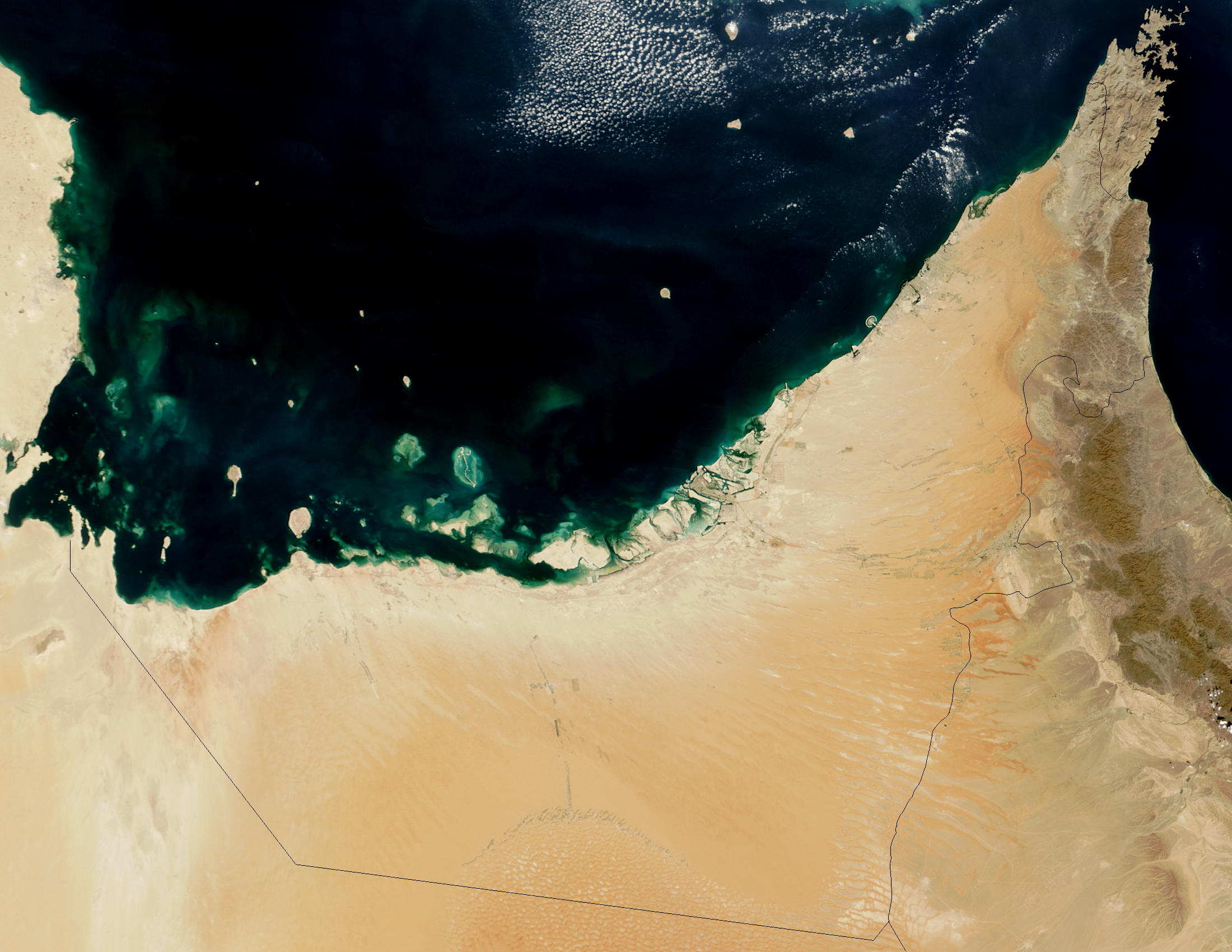
Imagem de satélite dos Emirados Árabes Unidos.

A Costa dos Piratas fica no litoral do Emirados Árabes Unidos. A costa se chama assim por causa dos tempos do tráfico de escravos na região. Assim era chamada de Costa dos Piratas (por causa dos piratas que faziam o tráfico dos escravos). Depois de um tempo, o comércio foi proibido, os ingleses impuseram ao lugar o nome de Estado da Trégua e o colocaram sob proteção até o ano de 1971. Na costa dos piratas ficam situadas as principais cidades dos Emirados Árabes Unidos. Entre as cidades têm: Tarif, Abu Dhabi e Dubai. Nessa região é muito intensa a procura por petróleo e outros minerais.